# Kerk- en bioscooplokaal (Zierikzee)
Het Kerk- en bioscooplokaal is een voormalig evangelisatielokaal, kerkgebouw en bioscoopgebouw aan de Lange Nobelstraat 34 te Zierikzee.

## Locatie
Het pand ligt in een voormalige, landschappelijk aangelegde buitentuin achter de vroegere tuinmans- en huurwoningen met tuitgevel aan de Lange Nobelstraat 36-40. Dit tuincomplex grensde in de negentiende eeuw aan de Gasthuisboomgaard (thans parkeerterrein met groenstrook) en aan de siertuinen bij etablissement 'De Hollandsche Tuin' en leerlooierij Buyze op de hoek van de Lange Nobelstraat en het Jannewekken (tegenwoordig respectievelijk huisnummers 28 en 46).

## Gebouw
In 1898 verwierf de achtentwintigjarige voormalige heilsoldaat Arie Weltevreden uit Brielle de buitentuin aan de Lange Nobelstraat te Zierikzee. Dit bijzondere, stadse 'mini-buiten' was door achtereenvolgende eigenaren gelieerd aan de zeventiende-eeuwse buitenplaats Rustenburg in het aan de stad grenzende groene gebied van de ambachtsheerlijkheid Noordgouwe.
Weltevreden werd te Zierikzee evangelist en vroeg vertoner van films. Hij bouwde daartoe (hij was ook aannemerszoon) in de buitentuin achter het rijtje woningen met tuitgevel aan de Lange Nobelstraat een 'lokaal'. De tuinmuur gebruikte hij als fundament voor de westelijke gevel en hij plaatste hier een galerij. Aan de oostzijde, de kant van de tuin, kwamen ramen en een glasdeur.
Door de voorgaande tuinbezitters was een opmerkelijke overkapping aangebracht boven het klinkerpad van de brede steeg die naar het tuinhuis leidde, bevestigd tussen de zijgevels van het toenmalige pakhuis Lange Nobelstraat A749 (thans huisnummer 30) en het zuidelijke pand van het rijtje tuitgevels, aan de straatzijde afgesloten door een houten poort. Om de zichtbaarheid van de ingang van het lokaal vanaf de straat mogelijk te maken, had Weltevreden het zuidelijke huis van het rijtje laten slopen en het klinkerpad naar het midden van de aldus ontstane voortuin laten verleggen alsook een breed ijzeren toegangshek laten plaatsen. Langs het erf van het door de afbraakactie ontstane 'nieuwe' hoekhuis werd een scheidingsmuur gemetseld.

## Gebruikers

### Evangelist en filmvertoner, 1899-1902

Toegangsdeur voormalig kerk- en bioscooplokaal en gedeelte van westgevel Lange Nobelstraat 34.

Het lokaal werd op donderdag 19 oktober 1899 plechtig in gebruik genomen voor de evangelisatie-bijeenkomsten van Weltevreden. Van meet af aan zal het gebouw ook voor filmvertoningen zijn bedoeld. Bij de 'lichtbeelden' over de in Zuid-Afrika woedende oorlog (later bekend als de Tweede Boerenoorlog, 1899-1902) zouden door zijn echtgenote Alida Gerharda Weltevreden-Nijveld (1873-1937) 'Transvaalse liederen' worden gezongen. Van haar 'heldere sopraanstem', op grammofoonplaat vastgelegd, werd door de Zierikzeesche Nieuwsbode van 11 april 1901 gewag gemaakt in verband met de door Weltevreden voor de afdeling van de Maatschappij tot Nut van 't Algemeen in Arnhem gehouden 'bioscoop en gramophoon'-voorstelling 'ten bate o.a. der zondagscholen op het eiland Schouwen'.
Weltevreden heeft het door hem bebouwde tuincomplex maar kort gebruikt. Lokaal en tuinhuis werden in 1906 door de liberaal-protestantse jonkvrouwe Johanna Elisabeth Schuurbeque Boeye gekocht, die het vervolgens verhuurde.

### Nederlandsche Evangelisch-Protestantsche Vereeniging, 1907-1911
Na de aankoop nam de uit het Nederlandse Réveil voortgekomen Vereeniging van Evangelisatie het lokaal in gebruik. Ook door de volgende bewoners werd het luxe tuinhuis als woonhuis gebruikt. Deze waren de zestigjarige evangelist Cornelis Taanman, geboren in Zaandam, met echtgenote Johanna Gijsberta Kagenaar en twee nog thuiswonende dochters. Taanmans evangelisch-protestantse werkgeefster gebruikte het lokaal voor het houden van zondagschool ofwel 'kinderkerk'. Kinderen van allerlei gezindten en ook van buitenkerkelijke ouders bezochten het lokaal, zodat soms wel honderd kinderen bijeen waren. Dankzij de adellijke eigenares had het lokaal een orgel verworven, dat door de dochters Taanman werd bespeeld. Tijdens het kerstfeest stond er de toentertijd nog niet ingeburgerde kerstboom. Verder hield Taanman in het gebouw stichtelijke samenkomsten voor volwassenen. Aan het werk van de vereniging kwam een eind door het vertrek van de inmiddels pensioengerechtigde evangelist Taanman in 1911. De godsdienstige bestemming van het lokaal bleef echter bestaan.

### Oud-Gereformeerde Gemeente Zierikzee, 1918-1935
In 1918 verkreeg de Zierikzeese Oud-Gereformeerde Gemeente het kerklokaal. Het aangrenzende tuinpaviljoen werd ingrijpend vergroot en gemoderniseerd. Dit werd onder meer gerealiseerd door verhoging van de tussenverdieping en het aanbrengen van een droogzolder met mansardedak ten koste van het sierlijke halve tentdak aan de oostzijde. Aan het buitentuinverleden van het veranderde gebouw herinnert nog de marmeren vloer en houten plafondlijst van de gang, evenals het gedeelte van de hoge koepelkamer met erkervormige achtergevel uit de tijd van het tentdak met een resterende 'fenêtre-à-terre' (dubbele glazen tuindeur).

### Verzekeraar en beeldend kunstenares, 1936-heden
Lokaal en huis waren vanaf tweede helft jaren dertig in het bezit van Hermanus Uyl, kantoorbediende en later directeur van de Zeeuwsche Brandwaarborg Maatschappij van 1824. Hij was de echtgenoot van Cornelia Weltevreden, die in 1900 als dochter van de eerste gebruiker in het voormalige tuinhuis ter wereld was gekomen. In Uyls tijd diende het lokaal als kantoorgebouw. In de jaren zeventig heeft de huidige eigenares, kunstenares Do van Rijn, het als galerie gebruikt.

## Conservering en sloop
Begin 2017 werd het gebouw door een Zierikzees bouwbedrijf voorlopig geconserveerd door middel van verwijdering van het vermolmde boeiboord en de dakgoot aan de westkant evenals ondersteuning van de kap van binnenuit. Voorjaar 2023 werden  (in de omgeving met rijksmonumenten en gemeentelijke monumenten)  door een ander Zierikzees bedrijf de sloopwerkzaamheden nauwgezet uitgevoerd. 